# Meløse
Meløse er en lille by i Nordsjælland med 639 indbyggere  (2024). Meløse er beliggende i Lille Lyngby Sogn nær Arresø tre kilometer øst for Store Lyngby, 10 kilometer vest for Hillerød og 43 kilometer nordvest for Københavns centrum. Byen tilhører Hillerød Kommune og er beliggende i Region Hovedstaden.
Meløse Rytterskole fungerede som skole indtil 1961, hvor Ll. Lyngby Sogneskole blev taget i brug den 15. august og indviet den 25. oktober 1961. Rytterskolen er i dag privat ejendom.